# Морски езици
 Тази статия е за семейството риби.  За рода вижте Морски езици (род).  
Морските езици (Soleidae) са семейство актиноптери от разред Писиеподобни (Pleuronectiformes).
Таксонът е описан за пръв път от Шарл Люсиен Бонапарт през 1832 година.

## Родове
- Achiroides
- Aesopia
- Aseraggodes
- Austroglossus – Югоизточни атлантически писии
- Barnardichthys
- Bathysolea
- Brachirus
- Buglossidium
- Dagetichthys
- Dexillus
- Dicologlossa
- Heteromycteris
- Leptachirus
- Liachirus
- Microchirus
- Monochirus
- Paradicula
- Pardachirus
- Pegusa – Морски езици
- Phyllichthys
- Pseudaesopia
- Rendahlia
- Rhinosolea
- Solea
- Soleichthys
- Synaptura
- Synapturichthys
- Synclidopus
- Typhlachirus
- Vanstraelenia
- Zebrias